# 미우라시
미우라시(일본어: 三浦市)는 일본 가나가와현에 있는 시이다.

## 지리
미우라반도의 끝에 위치한다. 삼면이 바다로 둘러싸여 있어 서안은 사가미만, 동안은 우라가수도, 남안은 태평양과 접하고 남단부에는 조가섬이 있다. 북부는 요코스카시에만 접하지만 시 경계는 하천 등 지형적으로 일단락한 것은 아니다.
시내에는 삼포구릉이 펼쳐져 있고 그래서 시내 전역에 언덕이 많다. 대부분은 해발 40-60m의 대지로 그 사이에 작은 골짜기가 있다. 평지는 적지만 고도가 높은 산도 없고, 최고봉은 가나가와현 최저봉이기도 한 이와도산이다. 기복이 많아 논에 적합한 저지대가 적다. 그 때문에 대지상에는 야채 밭이 만들어져 저지의 상당수는 주택지로 이용되고 있다. 큰 하천이 적기도 하여 논은 약 3%로 적다.
미우라시 부근의 지반은 지각 변동으로 융기를 계속하고 있다. 미사키초 내륙에 있는 '모로이소의 융기 해안'은 제3기 응회암 절벽에 있는 천공 조개가 만든 구멍이 남는 유적으로 국가 천연기념물로 지정되어 있다. 헤이안 시대, 에도 시대, 다이쇼 시대의 대지진으로 지층의 차이가 4단으로 나누어져 오래된 지층을 관찰할 수 있다. 또한 미우라 반도 단층군이 존재하여 대지진 발생이 우려되고 있다.
해안은 암벽이 많고 모래사장은 비교적 적지만 북동부 가네다만 연안에는 미우라 해안으로 불리는 해변이 계속되고, 서부에서도 미토 해안 등 소규모의 모래사장을 볼 수 있다. 조가섬과 동부 가네다 어항에서 동쪽 끝의 켄자키, 남쪽 끝의 미사키 어항을 거쳐 서부의 샤오만시로만에 이르는 해안선에는 이수 해안 특유의 해식애와 해안단구가 많이 보인다.
서부의 고아미시로만에는 간석지가 남아 만에 따르는 시냇물과 그 배경에 있는 잡목림을 합해 일체적인 자연 환경을 지금도 간직하고 있다. 그래서 이들을 소망대의 숲으로 보호하자는 운동이 벌어지고 있다.

## 역사
예로부터 사람이 살았고 시내에서 조몬 시대, 야요이 시대 유적이 발굴되고 있다. 헤이안 시대 후기부터 가마쿠라 시대, 무로마치 시대, 센고쿠 시대 초기까지 미우라씨의 지배하에 있었다. 이후 1590년에 도쿠가와 이에야스가 간토에 입성했을 때 미우라 반도도 이에야스의 영지가 되었고 이미 항구로 발전하고 있던 미우라는 막부의 직할지가 되었다. 이후 어항인 미사키를 중심으로 발전해왔다. 현재 도쿄 근교에 이러한 오래된 거리가 남아 있는 곳이 별로 없다는 점 때문에 영화나 드라마 등의 "촬영지의 편의점"으로 불릴 정도로 촬영 장소로 각광받고 있다. 특히 현립 미사키 고등학교 철거지(2004년에 다른 학교와 통합해 폐교, 2007년에 미우라시가 취득)는 학교를 소재로 한 광고·드라마·영화의 촬영지로 인기가 있다.
- 1870년 - 조가시마 등대가 설치되었다.
- 1881년 - 뉴질랜드의 석탄선 「웰링턴호」가 산노헤에서 난파하였다.
- 1889년 4월 1일 - 정촌제 시행으로 미우라군 미사키정, 미나미시타우라촌, 핫세촌이 성립하였다.
- 1901년 - 우라가에서 미사키까지의 승합마차가 개통하였다.
- 1934년 - 미사키정에 수도가 개통하였다.
- 1940년 4월 1일 - 미나미시타우라촌이 정으로 승격해 미나미시타우라정이 되었다.
- 1955년 1월 1일 - 미우라군 미사키정, 미나미시타우라정, 하쓰세촌 등 2정 1촌이 합병하여 시로 승격하였다. 광역 지명을 채용해 미우라시가 되었고, 당시 인구는 약 5만 1000명이였다.
- 1960년 4월 16일 - 조가시마 대교가 개통하였다.
- 1966년 7월 7일 - 게이큐 구리하마선이 미우라 해안역까지 개업하였다.
- 1974년 4월 23일 - 나가노현 스사카시와 자매도시 제휴를 맺었다.
- 1975년 4월 26일 - 구리하마선이 미사키구치역까지 연장 개업하였다.
- 1976년 10월 9일 - 집중호우로 미야가와, 하루미, 히가시오카초 등에서 피해가 발생했다. 가옥 파손 2호, 마루 위 침수 14호, 마루 아래 침수 약 150호.
- 2009년 9월 - 미사키의 나카자키·하나구레 지역에 전해지는 정월대보름의 전통 행사 「처키라코」가 유네스코 세계무형문화유산으로 등록되었다.

## 인구
| 연도 | 인구   | ±%     |
| ---- | ------ | ------ |
| 1920 | 20,780 | —      |
| 1930 | 22,781 | +9.6%  |
| 1940 | 25,815 | +13.3% |
| 1950 | 32,425 | +25.6% |
| 1960 | 39,811 | +22.8% |
| 1970 | 45,532 | +14.4% |
| 1980 | 48,687 | +6.9%  |
| 1990 | 52,440 | +7.7%  |
| 2000 | 52,253 | −0.4%  |
| 2010 | 48,352 | −7.5%  |
| 2020 | 42,069 | −13.0% |

어업·농업이 중심인 지역이기 때문에 교육 면에서 요코스카시나 게이힌 지구로의 유출이 현저하고, 주간인구는 적다. 또 거주인구는 1996년을 기점으로 감소세로 돌아서 현재 5만 명을 밑돌고 있다. 가나가와현의 시 중에서는 유일하게 소멸 가능성이 있는 도시 목록에 올랐다. 가나가와현 내에서는 미나미아시가라시에 이어 2번째로 인구가 적은 시이다.

## 기후
| 미우라시의 기후                                              | 미우라시의 기후 | 미우라시의 기후 | 미우라시의 기후 | 미우라시의 기후 | 미우라시의 기후 | 미우라시의 기후 | 미우라시의 기후 | 미우라시의 기후 | 미우라시의 기후 | 미우라시의 기후 | 미우라시의 기후 | 미우라시의 기후 | 미우라시의 기후 |
| 월                                                           | 1월             | 2월             | 3월             | 4월             | 5월             | 6월             | 7월             | 8월             | 9월             | 10월            | 11월            | 12월            | 연간            |
| ------------------------------------------------------------ | --------------- | --------------- | --------------- | --------------- | --------------- | --------------- | --------------- | --------------- | --------------- | --------------- | --------------- | --------------- | --------------- |
| 역대 최고 기온 °C (°F)                                       | 18.7 (65.7)     | 21.8 (71.2)     | 23.2 (73.8)     | 26.5 (79.7)     | 29.6 (85.3)     | 32.8 (91.0)     | 36.4 (97.5)     | 36.0 (96.8)     | 35.9 (96.6)     | 30.0 (86.0)     | 25.0 (77.0)     | 22.6 (72.7)     | 36.4 (97.5)     |
| 일평균 최고 기온 °C (°F)                                     | 10.6 (51.1)     | 11.2 (52.2)     | 14.0 (57.2)     | 18.5 (65.3)     | 22.4 (72.3)     | 24.9 (76.8)     | 28.5 (83.3)     | 30.6 (87.1)     | 27.4 (81.3)     | 22.2 (72.0)     | 17.4 (63.3)     | 13.0 (55.4)     | 20.1 (68.1)     |
| 일일 평균 기온 °C (°F)                                       | 6.6 (43.9)      | 7.0 (44.6)      | 9.9 (49.8)      | 14.3 (57.7)     | 18.4 (65.1)     | 21.3 (70.3)     | 24.8 (76.6)     | 26.5 (79.7)     | 23.6 (74.5)     | 18.5 (65.3)     | 13.7 (56.7)     | 9.1 (48.4)      | 16.1 (61.1)     |
| 일평균 최저 기온 °C (°F)                                     | 2.7 (36.9)      | 3.0 (37.4)      | 5.8 (42.4)      | 10.4 (50.7)     | 14.9 (58.8)     | 18.5 (65.3)     | 22.2 (72.0)     | 23.8 (74.8)     | 20.7 (69.3)     | 15.4 (59.7)     | 10.2 (50.4)     | 5.3 (41.5)      | 12.7 (54.9)     |
| 역대 최저 기온 °C (°F)                                       | −3.8 (25.2)     | −3.6 (25.5)     | −1.8 (28.8)     | −0.2 (31.6)     | 7.2 (45.0)      | 11.8 (53.2)     | 14.8 (58.6)     | 17.1 (62.8)     | 11.8 (53.2)     | 6.2 (43.2)      | 0.5 (32.9)      | −1.7 (28.9)     | −3.8 (25.2)     |
| 평균 강수량 mm (인치)                                        | 61.3 (2.41)     | 68.1 (2.68)     | 129.0 (5.08)    | 132.1 (5.20)    | 139.4 (5.49)    | 179.6 (7.07)    | 166.4 (6.55)    | 102.8 (4.05)    | 205.5 (8.09)    | 211.4 (8.32)    | 110.5 (4.35)    | 67.9 (2.67)     | 1,573.9 (61.96) |
| 평균 강수일수 (≥ 1.0 mm)                                     | 5.9             | 6.4             | 10.5            | 10.5            | 10.3            | 11.4            | 9.4             | 6.5             | 10.9            | 11.0            | 8.3             | 6.3             | 107.4           |
| 평균 월간 일조시간                                           | 192.4           | 173.1           | 178.4           | 194.0           | 197.2           | 143.5           | 184.5           | 234.4           | 161.5           | 149.4           | 158.8           | 180.0           | 2,147.3         |
| 출처: 일본 기상청 (평년값: 1991년~2020년, 극값: 1978년~현재) |                 |                 |                 |                 |                 |                 |                 |                 |                 |                 |                 |                 |                 |

## 교통

### 철도
- 게이힌 급행 전철 구리하마선

### 도로
- 국도 134호선